# Usnače (biljke)
Usnatice (usnače, medićevke; lat. Lamiaceae;  takson Labiatae nije prihvaćen) biljna porodica iz reda Lamiales koja nosi ime po vijenčiću koji je građen u obliku gornje i donje usne. Zeljaste biljke i polugrmovi sa 7.886 priznatih vrsta u 245 rodova. Biljke ove porodice sadrže eterična ulja i imaju ljekovita svojstva. Kako vole toplu klimu kod nas ih ima najviše u Sredozemlju.
Cvjetovi su jednosimetrični. Čaška je srasla od pet lapova, a vjenčić od pet latica. Prašnici su filamentima srasli za vjenčić a ima ih četiri osim kod kadulje i ružmarina.
Među poznatim vrstama su kadulja ili žalfija Salvia officinalis čiji latinski naziv salvia dolazi od salvare, spasiti, liječiti.

## Opis
Većina pripadnika Lamiaceae su jednogodišnje ili višegodišnje biljke, iako molekularne studije pokazuju da neki od drvenastih rodova koji su se ranije nalazili u Verbenaceae pripadaju Lamiaceae. Ovako razgraničeno, u Lamiaceae postoji 236 rodova i 7280 vrsta. Primarni centar rasprostranjenosti porodice metvica je Stari svijet, od Kanarskih otoka do Himalaje, s manjim centrima u Etiopiji, Madagaskaru, južnim područjima Afrike i Indije, Šri Lanki i oceanskim regijama na istoku. Središta distribucije u Novom svijetu kreću se od planina u središnjem Meksiku do Argentine i Čilea, sa sekundarnim centrima koji se šire prema sjeveru i istoku.
Pripadnici Lamiaceae obično se prepoznaju po svojim nasuprotnim, obično pilasto nazubljenim listovima, često pravilnim ili zgusnutim grozdovima cvjetova i više ili manje četvrtastim stabljikama. Njihovi cvjetovi obično imaju oblik koji potječe između dubokih režnjeva jajnika (ginobazični stil), ujedinjujući četiri inače bitno različita režnjeva jajnika.
Članovi porodice metvica karakteristično su aromatični, a mnogi se uzgajaju zbog svojih eteričnih ulja, koja se koriste u medicinske svrhe, za aromatiziranje hrane i pića te u parfumeriji. Ulja Marrubium vulgare (obični tetrljan) i Salvia sclarea (muškatna kadulja) imaju ljekovitu vrijednost. Kultivari mente (hortikulturne sorte) koji se komercijalno uzgajaju za njihova ulja su M. arvensis za mentol, M. gentilis i M. spicata za zelenu metvicu i M. piperita za pepermint. Kulinarsko bilje uključuje Origanum majorana (mažuran), Origanum vulgare (origano), Ocimum basilicum (slatki bosiljak), Salvia officinalis (kadulja), Satureja hortensis (čubar), Melissa officinalis (matičnjak), Thymus vulgaris (majčina dušica) i Salvia rosmarinus (ružmarin). Parfemi se dobivaju od Lavandula angustifolia (lavande).
Obrubne biljke, one za gredice kao i one koje čine tepihe (biljke koje pokrivaju tlo) iz porodice metvice uključuju Lavandulu, Mentha i Lamium maculatum (tzv. mrtva kopriva, poluzimzelena). Ajuga reptans, podrijetlom iz Europe, širi se stolonima, a A. pyramidalis stvara rizome kako bi vegetativno formirao veće kolonije. Druge ukrasne metvice uključuju brojne vrste Salvia, u rasponu boja od plave do narančasto-crvene S. splendens (brazilska grimizna kadulja). Moluccella laevis (zvončići Irske) razvijaju neobičnu zelenu otvorenu čašku koja se često koristi u cvjetnim aranžmanima. Stotine imenovanih kultivara Plectranthusa, poznatih po svom šarenom lišću, cijenjene su kao kućne biljke i za zaštićene sadnje na otvorenom. Divlje cvijeće i kultivirane sorte monarde (bergamota) također su cijenjene zbog svoje boje ljeti.
Nekoliko važnih drvnih biljaka koje su prije bile smještene u Verbenaceae ponovno su dodijeljene u Lamiaceae. To uključuje Tectona grandis, tikovinu porijeklom iz Indije, Mijanmara (Burme) i Malezije koja se također uzgaja u drugim toplim područjima zbog svog vrijednog drva, i Gmelina arborea, vrstu iz Starog svijeta koja se danas naširoko uzgaja za drvo i ogrjev zbog svoje brze rast. Vitex altissima (azijsko drvo) proizvodi komercijalno drvo, a srodna V. divaricata proizvodi drvo koje se koristi za šindre i koru koja se koristi za štavljenje. Aromatični V. agnus-castus (čedno stablo) otporan je ukras u toplim umjerenim regijama.

## Potporodice
1. subfamilia Ajugoideae Kosteletzky
2. subfamilia Callicarpoideae Bo Li & Olmstead, 2017
3. subfamilia Cymarioideae‎ Bo Li, Olmstead & Cantino, 2016
4. subfamilia Lamioideae Harley
5. subfamilia Nepetoideae Kosteletzky
6. subfamilia Peronematoideae Bo Li, Olmstead & Cantino, 2016
7. subfamilia Premnoideae Bo Li, Olmstead & P.D.Cantino, 2016
8. subfamilia Prostantheroideae Luersson
9. subfamilia Scutellarioideae Caruel
10. subfamilia Symphorematoideae Briquet
11. subfamilia Tectonoideae Bo Li & Olmstead, 2017
12. subfamilia Viticoideae Briquet

## Rodovi
Familia Lamiaceae Martinov (7775 spp.)
1. Subfamilia Callicarpoideae Bo Li & Olmstead
  1. Callicarpa L. (162 spp.)
2. Subfamilia Prostantheroideae Luerss.
  1. Tribus Westringieae Bartl.
    1. Prostanthera Labill. (112 spp.)
    2. Westringia Sm. (32 spp.)
    3. Hemiandra R.Br. (7 spp.)
    4. Hemigenia R.Br. (55 spp.)
    5. Microcorys R.Br. (21 spp.)

  2. Tribus Chloantheae Benth. & Hook.f.
    1. Brachysola Rye (2 spp.)
    2. Apatelantha T.C.Wilson & Henwood (5 spp.)
    3. Physopsis Turcz. (2 spp.)
    4. Newcastelia F.Muell. (9 spp.)
    5. Lachnostachys Hook. (5 spp.)
    6. Muniria N.Streiber & B.J.Conn (4 spp.)
    7. Dasymalla Endl. (5 spp.)
    8. Quoya Gaudich. (8 spp.)
    9. Pityrodia R.Br. (20 spp.)
    10. Dicrastylis J.L.Drumm. ex Harv. (31 spp.)
    11. Cyanostegia Turcz. (5 spp.)
    12. Hemiphora (F.Muell.) F. Muell. (5 spp.)
    13. Chloanthes R.Br. (4 spp.)
3. Subfamilia Symphorematoideae Briq.
  1. Sphenodesme Jack (15 spp.)
  2. Symphorema Roxb. (3 spp.)
  3. Congea Roxb. (11 spp.)
4. Subfamilia Viticoideae Briq.
  1. Vitex  L. (208 spp.)
  2. Pseudocarpidium  Millsp. (9 spp.)
  3. Teijsmanniodendron  Koord. (24 spp.)
5. Subfamilia Nepetoideae Burnett
  1. Tribus Elsholtzieae Burnett
    1. Perillula Maxim. (1 sp.)
    2. Ombrocharis Hand.-Mazz. (1 sp.)
    3. Collinsonia L. (5 spp.)
    4. Keiskea Miq. (7 spp.)
    5. Perilla L. (1 sp.)
    6. Mosla (Benth.) Buch.-Ham. ex Maxim. (14 spp.)
    7. Elsholtzia Willd. (42 spp.)

  2. Tribus Salviae Dumort.
    1. Subtribus Salviinae Endl.
      1. Salvia L. (1014 spp.)

    2. Subtribus Hyptidinae Endl.
      1. Leptohyptis Harley & J.F.B. Pastore (5 spp.)
      2. Oocephalus (Benth.) Harley & J.F.B.Pastore (22 spp.)
      3. Medusantha Harley & J.F.B.Pastore (8 spp.)
      4. Martianthus Harley & J.F.B.Pastore (4 spp.)
      5. Gymneia (Benth.) Harley & J.F.B.Pastore (7 spp.)
      6. Rhaphiodon Schauer (1 sp.)
      7. Physominthe Harley & J.F.B.Pastore (2 spp.)
      8. Hyptidendron Harley (22 spp.)
      9. Condea Adans. (29 spp.)
      10. Mesosphaerum P.Browne (24 spp.)
      11. Eriopidion Harley (1 sp.)
      12. Eriope Humb. & Bonpl. ex Benth. (32 spp.)
      13. Hypenia (Mart. ex Benth.) Harley (26 spp.)
      14. Asterohyptis Epling (4 spp.)
      15. Marsypianthes Mart. ex Benth. (7 spp.)
      16. Eplingiella Harley & J.F.B.Pastore (3 spp.)
      17. Cyanocephalus (Pohl ex Benth.) Harley & J.F.B.Pastore (27 spp.)
      18. Cantinoa Harley & J.F.B.Pastore (26 spp.)
      19. Hyptis Jacq. (168 spp.)

  3. Tribus Ocimeae Dumort.
    1. Subtribus Ociminae (Dumort.) J.A.Schmidt
      1. Ocimum L. (65 spp.)
      2. Syncolostemon E.Mey. ex Benth. (51 spp.)
      3. Orthosiphon Benth. (43 spp.)
      4. Fuerstia T.C.E.Fr. (9 spp.)
      5. Hoslundia Vahl (1 sp.)
      6. Basilicum Moench (1 sp.)
      7. Benguellia G.Taylor (1 sp.)
      8. Catoferia (Benth.) Benth. (4 spp.)
      9. Endostemon N.E.Br. (21 spp.)
      10. Haumaniastrum P.A.Duvign. & Plancke (35 spp.)
      11. Platostoma Beauverd (51 spp.)

    2. Subtribus Plectranthinae Endl.
      1. Alvesia Welw. (3 spp.)
      2. Aeollanthus Mart. ex Spreng. (44 spp.)
      3. Tetradenia Benth. (20 spp.)
      4. Thorncroftia N. E. Br. (6 spp.)
      5. Plectranthus L´Hér. (77 spp.)
      6. Capitanopsis S. Moore (6 spp.)
      7. Equilabium Mwany., A.J.Paton & Culham (42 spp.)
      8. Coleus Lour. (304 spp.)
      9. Paralamium Dunn (1 sp.)

    3. Subtribus Melissinae Dumort.
      1. Melissa L. (4 spp.)
      2. Heterolamium C.Y.Wu (2 spp.)

  4. Tribus Prunelleae Raf.
    1. Subtribus Prunellinae Dumort.
      1. Prunella L. (7 spp.)
      2. Cleonia L. (1 sp.)

    2. Subtribus Lepechiniinae Benth. & Hook.f.
      1. Lepechinia Willd. (48 spp.)

    3. Subtribus Lavandulinae Endl.
      1. Lavandula L. (42 spp.)

    4. Subtribus Hanceolinae (Wu) Paton, Ryding & Harley
      1. Isodon (Schrad. ex Benth.) Spach (110 spp.)
      2. Siphocranion Kudô (3 spp.)
      3. Hanceola Kudô (10 spp.)

    5. Subtribus Nepetinae Coss. & Germ.
      1. Nepeta L. (291 spp.)
      2. Kudrjaschevia Pojark. (5 spp.)
      3. Drepanocaryum Pojark. (1 sp.)
      4. Marmoritis Benth. (5 spp.)

    6. Subtribus Hormininae Endl.
      1. Horminum L. (1 sp.)

  5. Tribus Saturejeae Benth.
    1. Subtribus undescribed
      1. Agastache Clayton ex Gronov. (23 spp.)
      2. Meehania Britton (9 spp.)
      3. Glechoma L. (7 spp.)

    2. Subtribus Saturejinae ined.
      1. Satureja Tourn. ex Mill. (43 spp.)
      2. ×Clinomicromeria Govaerts (0 sp.)
      3. Gontscharovia Boriss. (1 sp.)
      4. Saccocalyx Coss. & Durieu (1 sp.)
      5. Micromeria Benth. (70 spp.)
      6. Killickia Bräuchler, Heubl & Doroszenko (4 spp.)
      7. Hyssopus L. (7 spp.)
      8. Dracocephalum L. (81 spp.)
      9. Cedronella Moench (1 sp.)

    3. Subtribus Clinopodiinae Dumort.
      1. Bystropogon L´Hér. (7 spp.)
      2. Cuminia Colla (1 sp.)
      3. Minthostachys (Benth.) Spach (16 spp.)
      4. Clinopodium L. (192 spp.)
      5. Cyclotrichium (Boiss.) Manden. & Scheng. (9 spp.)
      6. Obtegomeria Doroszenko & P. D. Cantino (1 sp.)
      7. Kurzamra Kuntze (1 sp.)
      8. Ziziphora L. (14 spp.)
      9. Hedeoma Pers. (46 spp.)
      10. Rhododon Epling (1 sp.)
      11. Pogogyne Benth. (8 spp.)
      12. Poliomintha A. Gray (8 spp.)
      13. Hesperozygis Epling (7 spp.)
      14. Glechon Spreng. (7 spp.)
      15. Hoehnea Epling (4 spp.)
      16. Rhabdocaulon (Benth.) Epling (8 spp.)

  6. Tribus Mentheae Dumort.
    1. Lycopus L. (19 spp.)
    2. Mentha L. (25 spp.)
    3. Cunila D.P.Royen ex L. (20 spp.)
    4. Piloblephis Raf. (1 sp.)
    5. Monardella Benth. (39 spp.)
    6. Pycnanthemum Michx. (19 spp.)
    7. Acanthomintha (A.Gray) A.Gray (4 spp.)
    8. Monarda L. (22 spp.)
    9. Blephilia (L.) Raf. (4 spp.)
    10. Conradina A.Gray (5 spp.)
    11. Dicerandra Benth. (6 spp.)
    12. Thymbra L. (6 spp.)
    13. Coridothymus Rchb.f. (1 sp.)
    14. Thymus L. (260 spp.)
    15. Origanum L. (43 spp.)
    16. Zataria Boiss. (1 sp.)
    17. Pentapleura Hand.-Mazz. (1 sp.)
6. Subfamilia Tectonoideae Bo Li & Olmstead
  1. Tectona L.f. (3 spp.)
7. Subfamilia Premnoideae B.Li, Olmstead & P.D.Cantino
  1. Cornutia Plum. ex L. (9 spp.)
  2. Premna L. (123 spp.)
  3. Gmelina L. (32 spp.)
8. Subfamilia Ajugoideae Luerss.
  1. Tribus Teucrieae Dumort.
    1. Teucrium L. (306 spp.)

  2. Tribus Oxerinae Benth.
    1. Clerodendrum L. (245 spp.)
    2. Oxera Labill. (23 spp.)
    3. Hosea Ridl. (1 sp.)
    4. Tetraclea A.Gray (1 sp.)

  3. Tribus Ajugeae Benth.
    1. Ajuga L. (66 spp.)

  4. Tribus Monochileae Briq.
    1. Aegiphila Jacq. (132 spp.)
    2. Amasonia L.f. (7 spp.)
    3. Monochilus Fisch. & C. A. Mey. (2 spp.)
    4. Amethystea L. (1 sp.)

  5. Tribus Rotheceae C. L. Xiang, Bo Li & Olmstead
    1. Discretitheca P.D.Cantino (1 sp.)
    2. Glossocarya Wall. (10 spp.)
    3. Karomia Dop (9 spp.)
    4. Rotheca Raf. (39 spp.)
    5. Kalaharia Baill. (2 spp.)

  6. Tribus Caryopterideae Benth. & Hook.f.
    1. Caryopteris Bunge (8 spp.)
    2. Pseudocaryopteris (Briq.) P.D.Cantino (3 spp.)
    3. Tripora P.D.Cantino (1 sp.)
    4. Schnabelia Hand.-Mazz. (5 spp.)
    5. Rubiteucris Kudô (2 spp.)
    6. Trichostema L. (27 spp.)
    7. Volkameria L. (14 spp.)
    8. Ovieda L. (8 spp.)
9. Subfamilia Peronematoideae B. Li, Olmstead & P. D. Cantino
  1. Peronema Jack (1 sp.)
  2. Garrettia H.R.Fletcher (2 spp.)
  3. Hymenopyramis Wall. ex Griff. (7 spp.)
  4. Petraeovitex Oliv. (8 spp.)
10. Subfamilia Scutellarioideae Prantl
  1. Wenchengia C.Y.Wu & S. Chow (1 sp.)
  2. Heliacria Bo Li, C.L.Xiang, T.S.Hoang & Nuraliev (1 sp.)
  3. Holmskioldia Retz. (1 sp.)
  4. Tinnea Kotschy & Peyr. (19 spp.)
  5. Scutellaria L. (467 spp.)
  6. Renschia Vatke (1 sp.)
11. Subfamilia Cymarioideae Bo Li, Olmstead & P.D.Cantino
  1. Cymaria Benth. (2 spp.)
  2. Acrymia Prain (1 sp.)
12. Subfamilia Lamioideae Harley
  1. Tribus Pogostemoneae Briq.
    1. Holocheila (Kudô) S.Chow (1 sp.)
    2. Colebrookea Sm. (1 sp.)
    3. Craniotome Rchb. (1 sp.)
    4. Microtoena Prain (19 spp.)
    5. Anisomeles R.Br. (27 spp.)
    6. Pogostemon Desf. (84 spp.)
    7. Eurysolen Prain (1 sp.)
    8. Rostrinucula Kudô (2 spp.)
    9. Comanthosphace S.Moore (5 spp.)
    10. Leucosceptrum Sm. (1 sp.)
    11. Achyrospermum Blume (21 spp.)

  2. Tribus Colquhounieae C. L. Xiang, Bo Li & Olmstead
    1. Colquhounia Wall. (4 spp.)

  3. Tribus Gomphostemmateae Scheen & Lindqvist
    1. Gomphostemma Benth. (33 spp.)
    2. Chelonopsis Miq. (18 spp.)

  4. Tribus Synandreae Raf.
    1. Synandra Nutt. (1 sp.)
    2. Macbridea Elliott ex Nutt. (2 spp.)
    3. Warnockia M.W.Turner (1 sp.)
    4. Brazoria Engelm. & A.Gray (3 spp.)
    5. Physostegia Benth. (12 spp.)

  5. Tribus Galeopsideae Vis.
    1. Betonica L. (10 spp.)
    2. Galeopsis L. (10 spp.)

  6. Tribus Stachydeae Dumort.
    1. Melittis L. (1 sp.)
    2. Stachys L. (375 spp.)
    3. Hypogomphia Bunge (3 spp.)
    4. Haplostachys (A.Gray) Hillebr. (5 spp.)
    5. Phyllostegia Benth. (34 spp.)
    6. Stenogyne Benth. (21 spp.)
    7. Prasium L. (1 sp.)
    8. Sideritis L. (143 spp.)

  7. Tribus Paraphlomideae Bendiksby
    1. Paraphlomis (Prain) Prain (39 spp.)

  8. Tribus Phlomideae Mathiesen
    1. Phlomis L. (90 spp.)
    2. Phlomoides Moench (177 spp.)

  9. Tribus Leonureae Dumort.
    1. Lagochilus Bunge ex Benth. (45 spp.)
    2. Chaiturus Ehrh. ex Willd. (1 sp.)
    3. Loxocalyx Hemsl. (3 spp.)
    4. Leonurus L. (24 spp.)
    5. Panzerina Soják (2 spp.)
    6. Lagopsis (Bunge ex Benth.) Bunge (5 spp.)

  10. Tribus Marrubieae Vis.
    1. Acanthoprasium (Benth.) Spach (3 spp.)
    2. Ballota L. (18 spp.)
    3. Pseudodictamnus Fabr. (14 spp.)
    4. Marrubium L. (49 spp.)
    5. Moluccella L. (8 spp.)

  11. Tribus incertae sedis
    1. Roylea Wall. ex Benth. (1 sp.)

  12. Tribus Lamieae Coss. & Germ.
    1. Eriophyton Benth. (12 spp.)
    2. Lamium L. (35 spp.)

  13. Tribus Leucadeae Scheen & Ryding
    1. Rydingia Scheen & V. A. Albert (4 spp.)
    2. Leucas R.Br. (108 spp.)
    3. Isoleucas O.Schwartz (2 spp.)
    4. Otostegia Benth. (7 spp.)
    5. Leonotis (Pers.) R.Br. (16 spp.)
    6. Acrotome Benth. (8 spp.)

## Sinonimi
- Aegiphilaceae Raf.; Sylva Tellur.: 161 (1838)
- Ajugaceae Döll; Rhein. Fl.: 375 (1843)
- Chloanthaceae Hutch.; Fam. Fl. Pl., ed. 2: 396 (1959)
- Glechomaceae Martinov; Tekhno-Bot. Slovar: 288 (1820)
- Labiatae Juss.; Gen. Pl.: 110 (1789), nom. cons.
- Melissaceae Bercht. & J.Presl; Prir. Rostlin: 245 (1820)
- Melittidaceae Martinov; Tekhno-Bot. Slovar: 390 (1820)
- Menthaceae Burnett; Outlines Bot.: 969, 1095, 1106 (1835)
- Monardaceae Döll; Fl. Baden 2: 661 (1858)
- Nepetaceae Bercht. & J.Presl; Prir. Rostlin: 245 (1820)
- Salazariaceae F.A.Barkley; Phytologia 32: 304 (1975)
- Salviaceae Bercht. & J.Presl; Prir. Rostlin: 245 (1820)
- Saturejaceae Döll; Fl. Baden 2: 664. med (1858)
- Scutellariaceae Döll; Rhein. Fl.: 373 (1843)
- Siphonanthaceae Raf.; Fl. Tellur. 4: 87 (1838)
- Stachydaceae Döll; Rhein. Fl.: 366 (1843)
- Symphoremataceae Wight; Icon. Pl. Ind. Orient. 4(3): 13 (1849)
- Viticaceae Juss.; Gen. Pl.: 106 (1789)